# Teatertosset
Teatertosset er en dansk film (lystspil) fra 1944 instrueret af Alice O'Fredericks med manuskript af Paul Sarauw. Musikken er skrevet af Sven Gyldmark, og tolv år senere blev historien fra filmen genbrugt i Vi som går stjernevejen.

## Handling
Teaterdirektøren Brummer (Ib Schønberg) er ude at spadsere, men da hans hat blæser af, støder han sammen med servitricen Dorrit (Marguerite Viby) i jagten på hatten. Dorrit kommer så for sent på arbejde og bliver fyret i en kaffebar.
Dorrit har en hemmelig drøm om at komme til teateret. Hun går til sangundervisning hos Ole Vang (Karl Gustav Ahlefeldt), og han og hendes brors budvenner (især Harald (Preben Neergaard), der er forelsket i hende) synes hun har talent. Et forsøg på at komme til prøve på teateret mislykkes, men hun sniger sig til at se prøverne, hvor Knud Andersen (Hans Kurt) synger et nummer, og hun overhører, at teaterets primadonna, Nanna (Else Jarlbak), beklager sig over, at der ikke er gode numre til hende.
Dorrit giver ikke op og sniger sig til at opsøge Knud og Brummer, der er taget i jagthytte. Dorrit forklæder sig på forskellige måder, så de ikke opdager, hvem hun er. Da Nanna derpå melder sig syg, er gode råd dyre, og Dorrit tilbydes hovedrollen i en ny revy. Men Dorrit modtages ikke alt for godt, og især Nanna er jaloux, da hun opdager, at Knud har forelsket sig i Dorrit.
Da premieren oprinder, er Brummer, Knud og Dorrit alle nervøse for, hvordan det går. Men da musikken toner ind, springer Dorrit ind på scenen, og hun får en uventet succes.

## Medvirkende
- Marguerite Viby - Dorrit Madsen, servitrice
- Hans Kurt - Knud Andersen, forfatter
- Karl Gustav Ahlefeldt - Ole Vang, musiker
- Johannes Meyer - Fuglsang, sufflør
- Else Jarlbak - Nanna Sten, skuespiller
- Sigrid Horne-Rasmussen - Gerda, skuespiller
- Preben Neergaard - Harald, cykelbud
- Erik Sjögren - Jess, cykelbud, Dorrits bror
- Buster Larsen - cykelbud
- Helga Frier - fru Vildemose, husbestyrerinde
- Henry Nielsen - Lund, regissør
- Knud Heglund - Iversen, instruktør
- Poul Bundgaard - skuespiller
- Ib Schønberg - Brummer, teaterdirektør
- Ingeborg Pehrson - fru Nielsen, ejer af kaffebar
- Karen Marie Løwert - ekspeditrice i kaffebaren
- Leo Mathisen - sig selv